# Palazzo Erizzo Nani Mocenigo
Palazzo Erizzo Nani Mocenigo è un edificio civile veneziano sito nel sestiere di San Marco e affacciato sul Canal Grande tra Palazzo Da Lezze e Palazzo Contarini delle Figure.

## Storia
Fu costruito dalla famiglia Erizzo nel 1480 in stile gotico e passò alla famiglia Nani (poi Nani Mocenigo) nel 1537.

## Architettura
La facciata su Canal Grande, realizzata in mattone e nel complesso ben conservata, si divide verticalmente in tre sezioni, ognuna delle quali presenta decorazioni di matrice tardogotica. Non sono rari i fioroni apicali, gli archi trilobati, le cornici dentellate, i capitelli di forma corinzia. L'elemento più interessante della composizione è la quadrifora del primo piano nobile, contraddistinta da un poggiolo di pregio eccezionale, sostenuto da mensole elaborate e decorato con figure zoomorfe, riprese anche in altri elementi. Fanno da cornice gli spigoli in pietra d'Istria, il marcapiano e due stemmi della famiglia Da Lezze. Elemento pregevole ma in netto disaccordo con gli altri elementi è il portale ad acqua a tutto sesto, realizzato in forme rinascimentali.
La facciata posteriore, prospiciente un ampio giardino e decorata con patere zoomorfe, è caratterizzata da due trifore centrali, alle quali fanno da contorno varie monofore. Elemento caratteristico del complesso è anche la presenza di un grande e recente abbaino, sintomo di un ampliamento posteriore che portò all'apertura di numerose terrazze sopra al tetto.